# 멜로테 지역
멜로테 지역(Melotte Regio)은 목성의 위성인 가니메데에 존재하는 커다란 어두운 지역이다. 길이는 약 4,100km에 달한다. 이 지역의 이름은 영국의 천문학자 이름인 필베르트 멜로테를 따왔다.